# Joseba Etxeberria
Joseba Andoni Etxeberria Lizardi (baskijska wymowa: [xos̺eβa anðoni etʃeβeria lis̻aɾði]; ur. 5 września 1977 w Elgoibar) – hiszpański piłkarz narodowości baskijskiej, grający na pozycji napastnika lub pomocnika w klubie Athletic Bilbao występującym w Primera Division. Swoją piłkarską karierę rozpoczynał w 1995 roku jako junior Real Sociedad.
W 1995 roku rozegrał 7 meczów w podstawowym składzie klubu. W tym samym roku za około 4 miliony dolarów przeszedł do zespołu Athletic Bilbao. Piłkarz wzbudził zainteresowanie klubu swoimi wynikami w reprezentacji, a także tym, że był z pochodzenia Baskiem (Athletic Bilbao to zespół, w którym grają piłkarze będący z pochodzenia Baskami).
W swoim debiutanckim sezonie w Athletic Bilbao zagrał 33 spotkania, w których strzelił 7 bramek. Etxeberria stawał się coraz bardziej kluczową postacią w klubie 8-krotnego mistrza Hiszpanii. Nie osiągnął on jednak w Rojiblancos wielu sukcesów oprócz wicemistrzostwa Hiszpanii w 1998 roku.
Piłkarz solidnie się przyczynił do tego sukcesu, strzelając 11 bramek. Pomimo zainteresowania czołowych klubów Primera Division Etxebe pozostał nadal wierny barwom drużyny. Athletic Bilbao zapadło w stan stagnacji i zamiast walki o najwyższe cele broniło się najczęściej przed spadkiem. Exteberria swoją lojalnością wyrósł na idola i legendę klubową, a swoimi umiejętnościami i doświadczeniem wspierał drużynę w walce o utrzymanie pozycji.
W 2009 roku zespół Baska dotarł do finału Puchar Hiszpanii, trafiając na Dumę Katalonii. Los nie dał szansy zrewanżowania się drużynie z Baskonii za pamiętny finał w 1985 roku i Etxebe musiał się zadowolić tylko tytułem finalisty.
Napastnik Athletic Bilbao postanowił całe swoje wynagrodzenie za sezon 2009/2010 przekazać na konto fundacji działającej przy baskijskim zespole. Joseba Etxeberria po następnym sezonie kończy swoją długą przygodę z Athletic Bilbao i postanowił takim gestem podziękować kibicom i działaczom za zaufanie, jakim go obdarzyli i za wszystkie spędzone wspólnie lata.

## Kariera reprezentacyjna
Pierwszym międzynarodowym sukcesem (i jedynym) było zajęcie 4. miejsca na Mistrzostwa Świata U-20 w Katarze. Sam piłkarz zdobył w 6 meczach 7 bramek, co przyczyniło się do zdobycia przez niego tytułu króla strzelców oraz została przylepiona mu łatka nieźle zapowiadającego się gracza (w rzeczywistości ten przydomek ciągnął się przez cała karierę i mimo niebanalnych umiejętności nie był w stanie wesprzeć Hiszpanii).
Na debiut w dorosłej reprezentacji musiał poczekać 2 lata. Etxeberria po raz pierwszy zagrał w seniorskiej reprezentacji w 1997 r., w meczu przeciwko Rumunii, strzelając bramkę na wagę remisu (mecz zakończył się wynikiem 1:1). Wystąpił na Mundialu 1998 (Hiszpanie ukończyli turniej na fazie grupowej), Euro 2000 (dotarli do ćwierćfinału, gdzie doznali porażki 2:1 z późniejszymi – Francją oraz na Euro w Portugalii. Karierę reprezentacyjną zakończył po tym turnieju. W sumie rozegrał 53 mecze i strzelił 12 bramek.
Piłkarz także występuje w niezrzeszonej w FIFA reprezentacji Kraju Basków. Pierwszy mecz rozegrał w 1998 przeciwko Urugwajowi. W sumie rozegrał 11 spotkań w reprezentacji (rekord) i strzelił 2 bramki.